# Zeno Stanek
Zeno Stanek (* 20. Jänner 1971 in Wien) ist ein österreichischer Theaterregisseur und Verlagsleiter (Kaiserverlag).

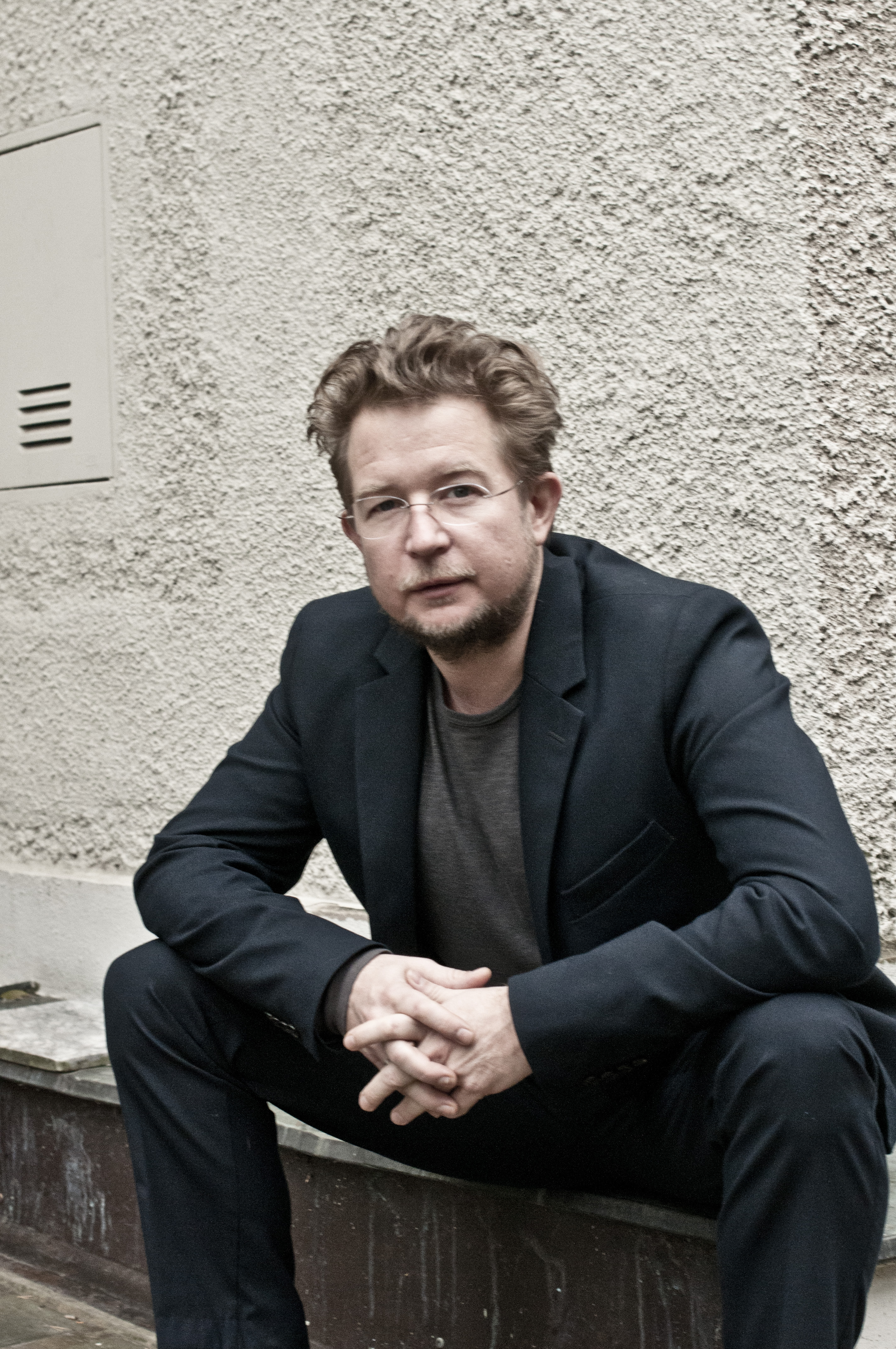
Zeno Stanek (2013)

## Leben
Zeno Stanek wurde 1971 in Wien geboren. Von 1992 bis 1996 absolvierte er ein Regiestudium am Max Reinhardt-Seminar. 1993 gründete er das Theater BRAUHAUS in Hörmanns/Waldviertel. Seit 1998 leitet er die Kaiser & Co. GesmbH. Er ist Gründer und Intendant des Schrammel.Klang.Festivals in Litschau am Herrensee. Von 2013 bis 2018 war er Intendant der Festspiele Stockerau. 2018 gründete er das Theaterfestival HIN & WEG in Litschau.
Seit 2020 ist er auch Geschäftsführer des Theater- und Feriendorfs Königsleitn in Litschau.
Für Regiearbeiten war er unter anderem tätig für: Volkstheater Wien, Landestheater Salzburg, Theater der Jugend Wien, Theater Phönix Linz, Theater des Kindes Linz, Theater Gruppe 80, Deutsches Staatstheater Temeswar, Theater Rampe Stuttgart, Schauspielhaus Salzburg, NÖ Donaufestival, Festspiele Stockerau, Theater BRAUHAUS und Theaterfestival HIN&WEG.
Stanek lebt in Wien und im alten Brauhaus in Hörmanns bei Litschau. Er ist verheiratet und hat zwei Töchter und einen Sohn.

## Auszeichnungen
- 1995: Kulturpreis des Landes Niederösterreich für Darstellende Kunst
- 2008: „Litschower“ – Kulturpreis der Stadt Litschau
- 2011: „Maecenas NÖ“ – langfristiges Sponsoring für die Firma Schremser Bier
- 2012: Nestroy-Theaterpreis – Nominierung "Beste Bundesländeraufführung" für Die letzten Tage der Menschlichkeit von Zeno Stanek und Christian Qualtinger im Herrenseetheater Litschau
- 2012. Ö1 Publikumspreis Maecenas für die Firma Schremser Bier
- 2014: Anerkennungspreis „nachhaltig gewinnen“ durch das BMLFUW
- 2015: Hauptpreis „nachhaltig gewinnen“ durch das BMLFUW
- 2016: Goldenes Ehrenzeichen der Stadt Litschau
- 2017: Hauptpreis und Aufnahme in die Hall of Fame des Wettbewerbs „nachhaltig gewinnen“ durch das BMNT für das Schrammel.Klang.Festival
- 2017: „Maecenas NÖ“ – Anerkennungspreis für Wirtschaftskooperationen
- 2018: Tourismuspreis Niederösterreich – Ehrenpreis[5];
- 2018: Kulturehrenzeichen der Stadt Stockerau
- 2019: Maecenas – Sonderpreis Kunst und Kultur für das Theaterfestival HIN&WEG[6]
- 2022: Ehrenring der Stadt Litschau[7]
- 2022: Publikumspreis des NÖ Tourismuspreis für das MOMENT
- 2023: Österreichisches Umweltzeichen für das „Green Event“ Schrammel.Klang.Festival
- 2023: Outstanding Artist Award für die Kulturinitiative Schrammel.Klang.Festival durch das BMKOES
- 2024: Small but smART, Kulturfundraising Award von Fundraising Verband Austria für „Kunstgenuss braucht Bildung“

## Weblink
- Zeno Stanek